# Jade Carey
Jade Ashton Carey (* 27. Mai 2000 in Phoenix, Arizona) ist eine US-amerikanische Kunstturnerin. Bei den Olympischen Sommerspielen 2020 gewann sie die Goldmedaille im Bodenturnen.

## Sportliche Karriere
Carey bestritt ab Juli 2017 die ersten Wettkämpfe auf dem Niveau Elite. Sie war von Beginn weg sehr erfolgreich. Bei den nationalen Meisterschaften im August gewann sie die Goldmedaille am Sprung und die Silbermedaille am Boden. Sie wurde daraufhin für die Weltmeisterschaften in Montreal nominiert. Dort qualifizierte sie sich sowohl für das Sprung- als auch das Bodenfinale. Am Sprung war sie in der Qualifikation Zweite, am Boden Dritte. Im Sprungfinale konnte sie ihre Leistung aus der Qualifikation bestätigen: Sie gewann an ihren ersten Weltmeisterschaften gleich eine Silbermedaille. Geschlagen wurde sie nur von der Titelverteidigerin und Olympiazweiten Marija Passeka. Auch im Bodenfinale gewann sie – in Abwesenheit der Qualifikationssiegerin Ragan Smith – die Silbermedaille hinter Mai Murakami. Sie verzichtete auf die Teilnahme an den Weltmeisterschaften 2018, um sich über den Weltcup einen individuellen Startplatz für die Olympischen Spiele zu sichern. An den Weltmeisterschaften 2019 in Stuttgart wurde sie mit dem Team erstmals Weltmeisterin, außerdem gewann sie  am Sprung trotz eines Übertritts mit beiden Füßen erneut die Silbermedaille, geschlagen nur von Simone Biles.
Für die Olympischen Spiele 2020 in Tokio (ausgetragen 2021) qualifizierte sie sich über den Weltcup, wodurch sie darauf verzichtete, am Team-Wettkampf teilzunehmen. Sie qualifizierte sich bei der Einzelausscheidung für die Gerätefinale am Sprung und am Boden. Die Qualifikation im Mehrkampf beendete sie als Neunte, war aber zunächst nicht für das Finale qualifiziert, weil nur zwei Athletinnen pro Land teilnehmen dürfen. Nach dem Rückzug von Teamleaderin Simone Biles rückte sie jedoch nach. Sie beendete den Wettkampf als Achte. Am Sprung und am Boden hatte sie jeweils den zweiten Platz belegt, sie stürzte jedoch am Schwebebalken. Im Sprungfinale geriet sie beim Anlauf zum ersten Sprung aus dem Tritt und turnte danach nur einen Sprung von geringer Schwierigkeit. Sie beendete den Wettkampf, bei dem sie als Mitfavoritin auf die Goldmedaille gegolten hatte, auf dem achten und letzten Platz. Am Tag darauf gewann sie die Goldmedaille im Bodenturnen, in Abwesenheit der Titelverteidigerin und großen Favoritin Simone Biles.
Bei den Olympischen Spielen 2024 in Paris gewann Carey die Goldmedaille mit der Mannschaft und Bronze beim Sprung.

## Privatleben
Carey lebt in Phoenix/Arizona. Sie schloss 2018 die Mountain Ridge High School in Glendale ab. Ursprünglich hatte sie zugesagt, ab dem Schuljahr 2018/19 an der Oregon State University zu studieren und für das dortige Team die College-Meisterschaften zu bestreiten. Sie verschob ihren Eintritt jedoch auf das Schuljahr 2020/21, um an den Olympischen Spielen in Tokio teilnehmen zu können. Als die Olympischen Spiele wegen der Covid-19-Pandemie um ein Jahr verschoben wurden, entschied sie sich, dennoch ihr Studium im Schuljahr 2020/21 aufzunehmen, aber nicht für das Kunstturn-Team anzutreten, um eine Teilnahme an Olympia weiterhin möglich zu machen.